# Francheville (Eure)
Francheville is een plaats en voormalige gemeente in het Franse departement Eure in de regio Normandie en telt 1223 inwoners (2004). De plaats maakt deel uit van het arrondissement Bernay. Op 1 januari 2017 is Francheville gefuseerd met de gemeente Verneuil-sur-Avre tot de gemeente Verneuil d'Avre et d'Iton. 

## Geografie
De oppervlakte van Francheville bedraagt 24,3 km², de bevolkingsdichtheid is 50,3 inwoners per km².
De onderstaande kaart toont de ligging van Francheville (Eure) met de belangrijkste infrastructuur en aangrenzende gemeenten.

## Demografie
Onderstaande figuur toont het verloop van het inwonertal (bron: INSEE-tellingen).